# Fort de Samaipata
El Fort de Samaipata és un jaciment arqueològic de Bolívia, localitzat a pocs quilòmetres de la població de Samaipata al departamento de Santa Cruz, a una altura de 1.950 msnm. Declarat Patrimoni de la Humanitat per la UNESCO l'any 1998, és considerat la major obra d'arquitectura rupestre del món. S'han trobat restes arqueològiques guaranís al Fort de Samaipata, pel que es creu que podria ser obra d'aquesta cultura.